# سوگرا (شهرستان کوتلاسکی، استان آرخانگلسک)
سوگرا (به لاتین: Sogra) یک منطقهٔ مسکونی در روسیه است که در استان آرخانگلسک واقع شده‌است.